# Zé María
José Marcelo Ferreira, más conocido como Zé María (Oeiras, Brasil, 25 de julio de 1973), es un exfutbolista brasileño que actualmente ejerce de entrenador en el FC Ceahlăul Piatra Neamț rumano. Ejerció como jugador principalmente en Brasil e Italia.
Con la selección de fútbol de Brasil participó en dos Copa Confederaciones, dos CONCACAF y en los Juegos Olímpicos de Atlanta 1996, además de ganar una Copa América.

## Clubes

### Como jugador
| Club              | País   | Año       |
| ----------------- | ------ | --------- |
| Portuguesa        | Brasil | 1991-1993 |
| CS Sergipe        | Brasil | 1993      |
| Portuguesa        | Brasil | 1993-1994 |
| AA Ponte Preta    | Brasil | 1994      |
| Portuguesa        | Brasil | 1994-1995 |
| Flamengo          | Brasil | 1995-1996 |
| Parma FC          | Italia | 1996-1998 |
| Perugia           | Italia | 1998-1999 |
| CR Vasco da Gama  | Brasil | 1999      |
| Palmeiras         | Brasil | 1999      |
| Cruzeiro EC       | Brasil | 2000      |
| Perugia           | Italia | 2000-2004 |
| FC Internazionale | Italia | 2004-2006 |
| Levante UD        | España | 2006-2007 |
| Portuguesa        | Brasil | 2008      |
| Città Castello    | Italia | 2008-2009 |

### Como entrenador
| Club           | País   | Año  |
| -------------- | ------ | ---- |
| Cittá Castello | Italia | 2010 |
| Portuguesa     | Brasil | 2010 |

- Datos: Q2089380